# Kriegsspielzeug

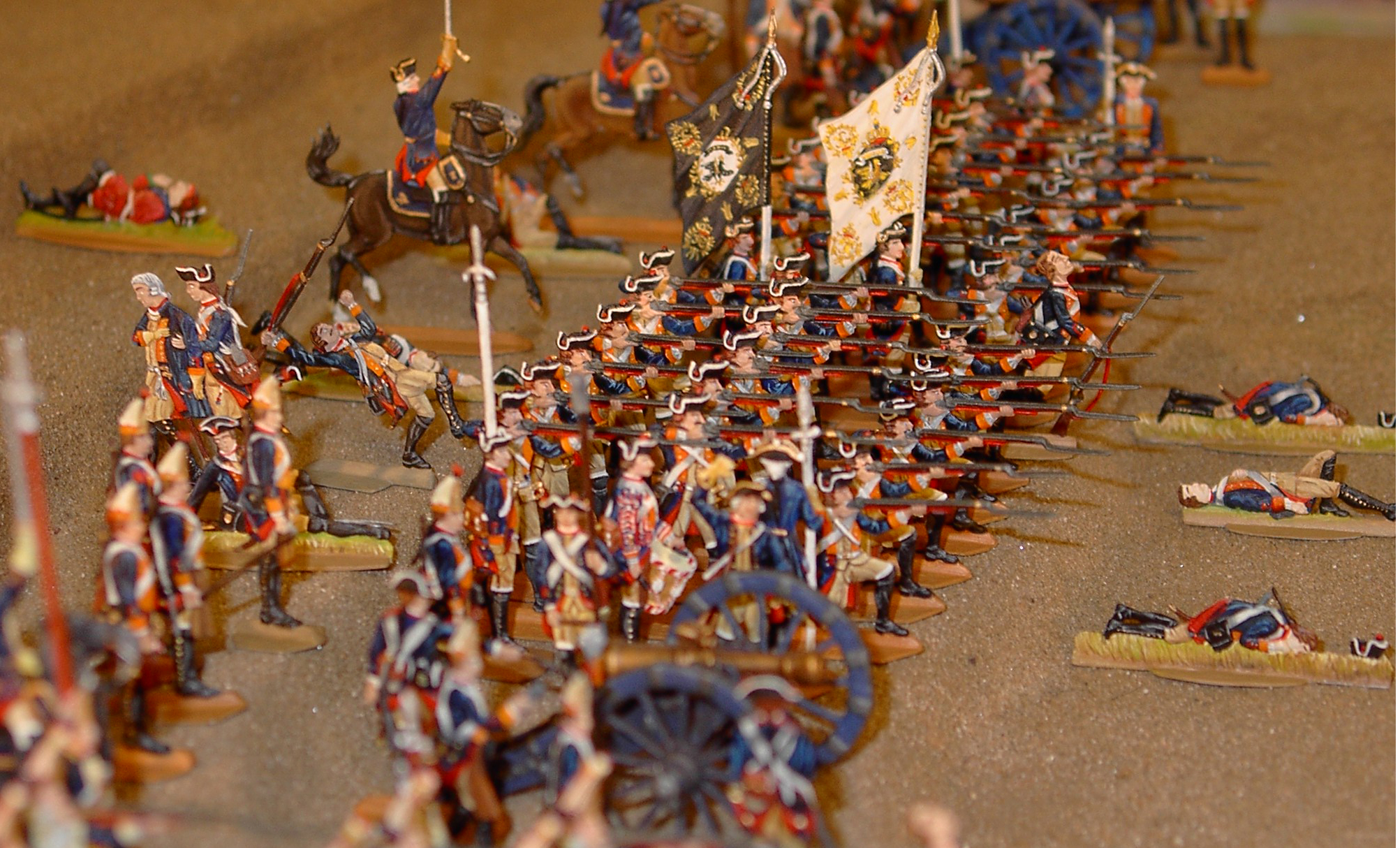
Zinnsoldaten sind heute vor allem ein Sammelobjekt

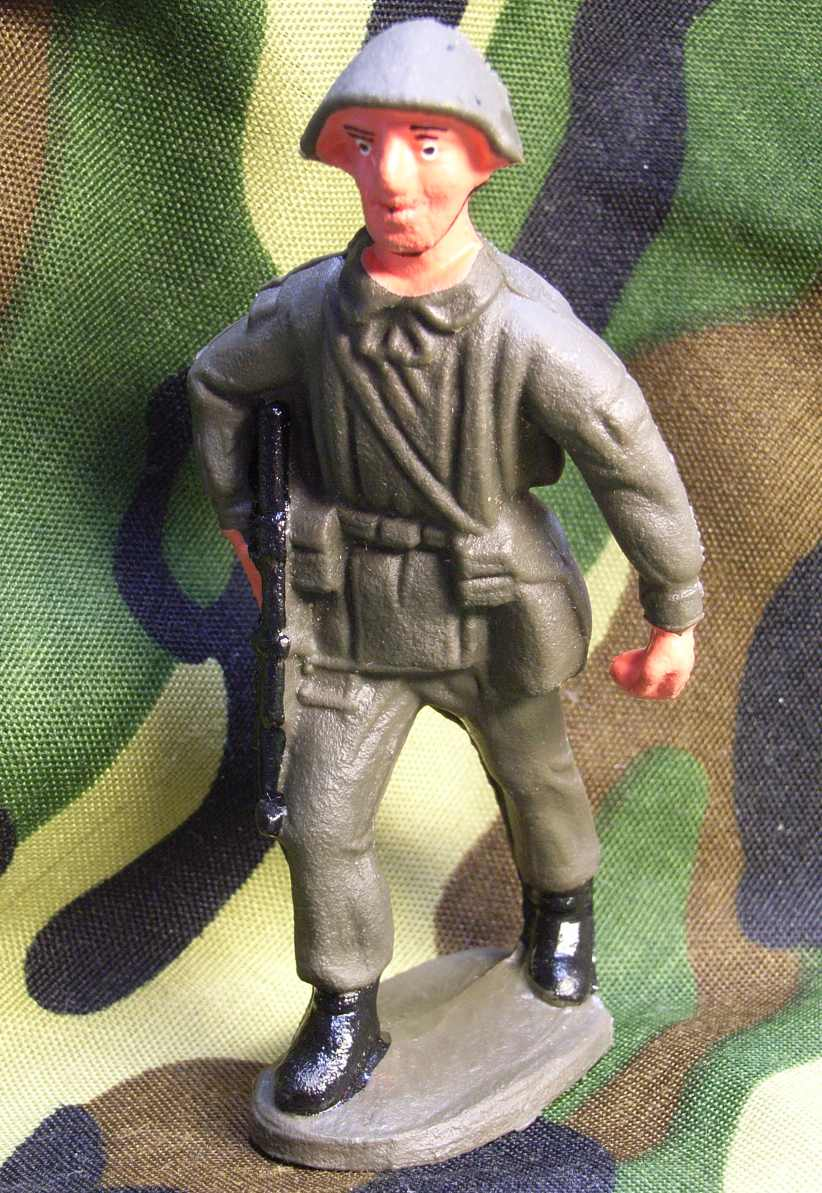
NVA-Spielzeugsoldat

Als Kriegsspielzeug bezeichnet man Spielzeug, das den Themenkomplexen Krieg, Militär oder Waffen zuzuordnen ist.
Dazu gehören beispielsweise Miniaturen von Kriegsgerät wie Panzer, Flugzeuge oder Schiffe, Figuren von Soldaten (Zinnsoldaten), Nachbildungen von Pistolen und Gewehren (Spielzeugwaffen). Auch Wasserpistolen und Gewehre mit Plastikkugeln zählen dazu.

## Gesellschaftliche Bewertung
Kriegsspielzeug hat angesichts einer Welt, deren Massenmedien täglich über die Zerstörung von Menschenleben und Kulturgütern, über Angst und Vertreibung, berichten, in der westlichen Öffentlichkeit keinen guten Ruf. Nahezu jeder Amoklauf mit Waffen bringt das Kriegsspielzeug erneut in Verdacht, reales Töten vorzubereiten. Es wird befürchtet, dass Kriegsspielzeug und Kriegsspiele zum Lernen des Kriegshandwerks führen und kriegerisches Denken und Aggressionen fördern. Diese Annahme lässt sich jedoch wissenschaftlich nicht erhärten und ist – statistisch gesehen – abwegig. Die Spielexperten Siegbert A. Warwitz und Anita Rudolf weisen darauf hin, dass einerseits nahezu jedes Kind als Indianer, Ritter, Räuber, Polizist oder im virtuellen Spiel mit Fantasiegestalten kriegerisches Spielzeug verwendet, dass aber andererseits millionenfaches tägliches Kriegsspielen nicht zu Grenzüberschreitungen führt und die Wahrscheinlichkeit, dass ein kriegspielendes Kind sich später zu einem Militaristen entwickelt, statistisch  gesehen verschwindend gering sei gegenüber der, ein friedlicher Handwerker oder Büroangestellter zu werden. Für diese Entwicklung kommt nach ihren empirischen Erhebungen der sozialen Prägung durch das Elternhaus und dem soziokulturellen Umfeld, nicht den kindlichen Spielbedürfnissen, die entscheidende Bedeutung zu.
Kriegsspielzeug ist in seiner psychologischen und pädagogischen Wirkung schwer einzuschätzen. Es ist bereits umstritten, ob eine aggressive Haltung zu dem Wunsch nach Kriegsspielzeug führt oder der Umgang mit Kriegsspielzeug diese Haltung erst erzeugt. Entsprechend widersprüchlich sind die Bewertungen in der Gesellschaft und in der Pädagogik. Die weitgehende Ablehnung von Kriegsspielzeug begrenzt sich in weltweiter Sicht im Wesentlichen auf den europäischen Kontinent, speziell das Deutschland nach dem Zweiten Weltkrieg. In den deutschsprachigen Ländern ist die Verbreitung von physischem Kriegsspielzeug seit der Friedensbewegung der siebziger Jahre allerdings relativ gering. In der Schweiz beispielsweise lag der Anteil von Kriegsspielzeug am Umsatz des gesamten Spielzeugmarkts im Jahre 2011 bei unter einem Prozent. Demgegenüber sind Computerspiele mit kriegerischem Inhalt sehr verbreitet.
In der Schweiz ist Kriegsspielzeug kaum noch erhältlich, nachdem Franz Carl Weber als letzter größerer Spielzeughändler, der noch Kriegsspielzeug führte, dieses nach den Attentaten des 11. September 2001 aus dem Sortiment nahm.

## Historische Einordnung
Nach den kulturhistorischen Untersuchungen von Warwitz / Rudolf ist Kriegsspielzeug in sämtlichen Regionen der Erde und bei nahezu allen Völkern nachweisbar und beliebt. Nach den Befragungen von Wegener-Spöhring besitzt bereits ein Großteil der Grundschulkinder Kriegsspielzeug und wünscht sich mehr davon.
In Deutschland ging man noch bis in die Mitte des zwanzigsten Jahrhunderts sehr unbefangen mit dem Phänomen um. Generationen von Familien sangen bedenkenlos mit ihren Kindern und Enkeln unter dem Weihnachtsbaum das 1835 von Hoffmann von Fallersleben verfasste Lied:
„Morgen kommt der Weihnachtsmann,
kommt mit seinen Gaben.
Trommel, Pfeifen und Gewehr,
Fahn’ und Säbel und noch mehr,
ja ein ganzes Kriegesheer
möchte’ ich gerne haben.“
Erst mit dem Aufkommen der Friedensbewegung in den 1970er Jahren wurden nach den Erfahrungen des Weltkriegs das Kriegsspielzeug und das Kriegsspielen problematisiert. Die öffentliche Diskussion zeigte sich dabei allerdings eher emotional als rational bestimmt, wobei die Empfindlichkeit gegenüber dem Wort Krieg und der Vorstellung vom realen Krieg die Hauptrolle spielte.

## Wissenschaftliche Analysen
Eine wissenschaftlich fundierte Auseinandersetzung mit dem Problemkomplex ist nach Warwitz/Rudolf schon dadurch erschwert, dass eine in der Alltagsrealität brauchbare Definition von Kriegsspielzeug nicht leistbar ist: Spielzeugwaffen und Symbolspiele verändern sich zeitgemäß. So ist es etwa nicht klar, ob Pfeil und Bogen des Indianerspiels, eine Wasserpistole oder erst ein Gewehr mit Farb- oder Platzpatronenmunition zum Kriegsspielzeug zählen sollen. Schließlich kann auch jeder Stock oder Stein im Spiel der Kinder zu einer Waffe und zum ‚Kriegsspielzeug’ werden. Ein Aggressionscharakter ist auch bei den Sportspielen gegeben. Identifikationsfiguren wie Indianerhorden oder Ritterheere erscheinen den einen harmlos, den anderen bereits bedrohlich. Das virtuelle Spiel am Computer und mittels der Spielkonsole bildet eine weitere Kategorie von Kriegsspielzeug, die nur medial wirksam wird und nach Wegener-Spöhring ohne nachweisbare Bezüge zu realer Gewaltbereitschaft bleibt.
Die Spielforscherin Gisela Wegener-Spöhring kam auf der Basis ihrer Befragungen westfälischer Grundschulkinder zu dem Ergebnis, dass normal aufwachsende Kinder zwischen Krieg und Krieg-Spiel sehr wohl unterscheiden können. Die Kinder lehnen den wirklichen Krieg strikt ab, lieben aber in ihrer großen Mehrheit das spannende Kriegsspielen und wünschen sich mehr Kriegsspielzeug.  Das ist für Fachleute durchaus kein Widerspruch, sondern erklärt sich aus den andersartigen Sinngebungen und Wirklichkeitsebenen von Spiel und Realität.
Warwitz/Rudolf weisen in diesem Zusammenhang auf die Komplexität des Phänomens hin, was Spielunkundigen einen argumentativ fundierten Zugang zu der psychologisch und pädagogisch schwierigen Materie oft verwehrt. So wird bereits im Sprachgebrauch des Fußballspiels, einem Sportspiel mit vergleichbarem Aggressionspotenzial, der Ball zur „Bombe“ und der Kick zum „Schuss“, die zu „Angriff“ und „Verteidigung“ eingesetzt werden, ohne dass Spielzeug und Spiel dadurch im Bewusstsein der Vielen zu einem verwerflichen Kriegsspiel würden. Jeder Stock auf dem Weg kann zur „Waffe“ werden und jede Geste wie „Peng, du bist tot“ zu einem Ritualmord, wenn man den Symbolcharakter des Spiels verkennt und den Sinn des Spielzeugs falsch deutet. Die Verwechslung einer Wasserpistole mit einem realen Schnellfeuergewehr führt zu gedanklichen Fehlschlüssen.
Das reflexartige Verteufeln von Kriegsspielzeug erwächst nach Warwitz/Rudolf meist einer emotionalen Abwehr und unreflektierten Gleichsetzung von Ernstsituation und Spiel, Realität und Symbolhandlung.

## Gesetzliche Einflussnahme

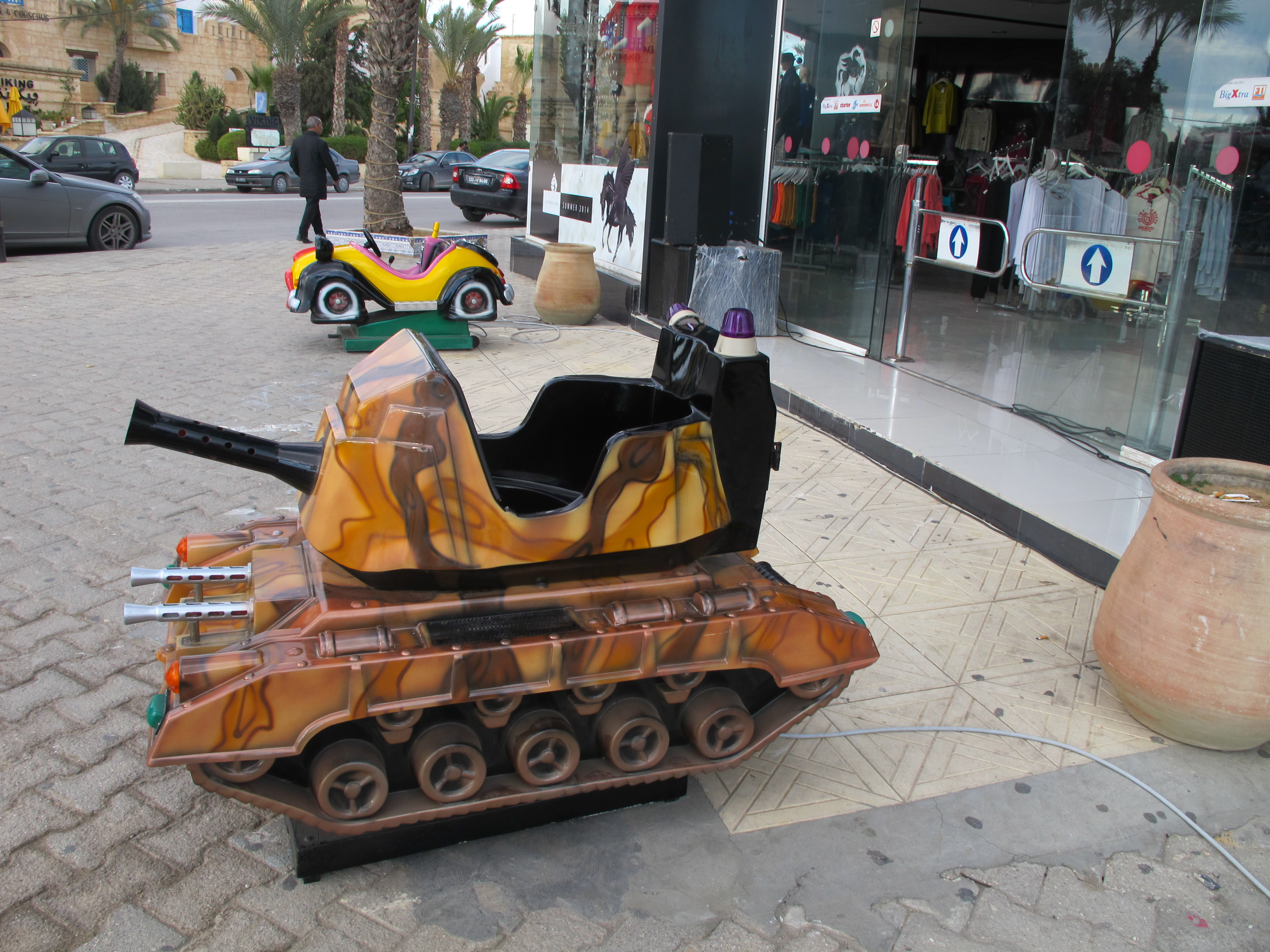
Spielzeugpanzer vor einem Laden in Tunesien (2015)

Spielwaffen unterliegen keinem allgemeinen Verbot, schon weil sich die Kategorie in der Realität nicht klar eingrenzen lässt. Schließlich kann jeder Gegenstand zum Spielzeug und zur Waffe werden. Es gibt jedoch Einschränkungen: Neben dem grundsätzlichen Gebot, dass verletzungsträchtiges Spielzeug nicht gegen Menschen eingesetzt werden darf und Verletzungen anderer zu vermeiden sind, schreibt etwa die schweizerische Gesetzgebung vor, dass Spielzeugwaffen sich erkennbar von echten Waffen unterscheiden müssen. Nach dem deutschen Waffengesetz (§ 42a, Nr. 1) wird das Tragen von sogenannten Anscheinswaffen in der Öffentlichkeit mit einem Bußgeld bis zu 10.000.- € belegt. Die Erzieher sind zudem dafür verantwortlich, dass die ihnen anvertrauten Kinder lernen, Spiel- und Ernstsituationen klar voneinander zu unterscheiden.

## Pädagogische Konsequenzen
Die komplizierte Problematik „Kriegsspielzeug“ fordert den Erziehern eine intensive intellektuelle Auseinandersetzung ab. Sie lässt dabei einen erheblichen Ermessenspielraum für die Bewertung zu, der aber auf einem Wissen über das Phänomen Spiel basieren muss. Warwitz/Rudolf stellen dazu eine Serie von kritischen Fragen und lassen in einer Konfrontation von Befürwortern und Gegnern des Kriegsspielzeugs und Kriegsspiels dazu ihre Argumente austauschen.